# Gilbert Levae
Gilbert Levae (Gand, 17 settembre 1912 – Liegi, 28 marzo 1995) è stato un ciclista su strada belga, professionista dal 1933 al 1942.

## Carriera
Corridore adatto alle corse di un giorno, ottenne vari piazzamenti nelle classiche, tra cui un secondo posto nella Liegi-Bastogne-Liegi del 1936, corsa che fu vinta da Albert Beckaert, quell'anno suo capitano.

## Palmarès

### Strada
- 1937 (una vittoria)

Bruxelles-Oupeye
- 1938 (una vittoria)

Grand Prix de la Famenne

## Piazzamenti

### Classiche monumento
- Parigi-Roubaix

1938: 28º
- Liegi-Bastogne-Liegi

1935: 15º
1936: 2°
1937: 24°
1938: ritirato